# Rally di Finlandia 2017
Il Rally di Finlandia 2017, ufficialmente denominato 67th Neste Rally Finland, è stata la nona prova del campionato del mondo rally 2017 nonché la sessantasettesima edizione del Rally di Finlandia e la quarantacinquesima con valenza mondiale. La manifestazione si è svolta dal 27 al 30 luglio sugli sterrati che attraversano le foreste della Finlandia Centrale nel territorio attorno alla città di Jyväskylä, sede abituale del rally.
L'evento è stato vinto dal pilota di casa Esapekka Lappi navigato dal connazionale Janne Ferm, al volante di una Toyota Yaris WRC della squadra ufficiale Toyota Gazoo Racing WRT, davanti alla coppia britannica formata da Elfyn Evans e Daniel Barritt su Ford Fiesta WRC della scuderia M-Sport World Rally Team e all'altra compagine finlandese composta da Juho Hänninen e Kaj Lindström, anch'essi su una Yaris WRC ufficiale.

## Itinerario
La manifestazione si disputò lungo le strade vallonate che attraversano le foreste e i laghi della Finlandia Centrale, articolandosi in 25 prove speciali distribuite in quattro giorni ed ebbe sede come di consueto a Jyväskylä, cittadina situata circa 270 km a nord di Helsinki, dove venne allestito anche il parco assistenza per tutti i concorrenti e la cerimonia finale di premiazione.
Il rally ebbe inizio la sera del giovedì 27 luglio con la speciale Harju di 2,31 km da svolgersi sulle strade asfaltate del centro di Jyväskylä, nei dintorni dello Harjun stadion, campo di gioco della squadra di calcio locale dello Jyväskylän Jalkapalloklubi.
La seconda frazione (disputatasi venerdì 8 luglio) fu la più lunga del rally, con oltre 145 km cronometrati e si articolava in due sezioni, una mattutina e una pomeridiana. Al mattino si corsero sei prove (tre da ripetersi per due volte), nelle foreste a ovest di Jyväskylä: si partì con Halinen e a seguire le classiche Urria, con il famoso salto, e Jukojärvi; al pomeriggio ci si spostò a nord della sede del rally per il secondo giro composto da altre sei speciali: Äänekoski‐Valtra e Laukaa, che vennero poi ripetute dopo la prova intermedia di Lankamaa (la più lunga della giornata) e infine si tornò alla base per gareggiare nuovamente nella prova cittadina di Harju.
Durante la terza frazione (sabato 29 luglio) gli equipaggi si cimentarono in un classico loop di quattro prove, da ripetersi interamente nel pomeriggio, gareggiando nei territori a sud-ovest di Jyväskylä, nei dintorni dl lago Päijänne. La giornata iniziò con le prove di Pihlajakoski e Päijälä per poi proseguire con la leggendaria Ouninpohja, una tra le tappe più famose nella storia del rallismo mondiale per via dei suoi numerosi salti eseguiti dagli equipaggi ad altissima velocità nonché con lo spettacolare tornante Kakaristo inserito in questa edizione nel finale di tappa; chiude la sezione la mini-speciale di Saalahti.
Nella giornata finale di domenica 30 luglio ci si spostò dall'altro lato del lago Päijänne (a sud di Jyväskylä) per le ultime quattro speciali, suddivise in due percorsi da ripetersi due volte: la prima, Lempää di circa 6 km e la seconda, Oittila, valevole anche come power stage nel secondo passaggio.

## Resoconto

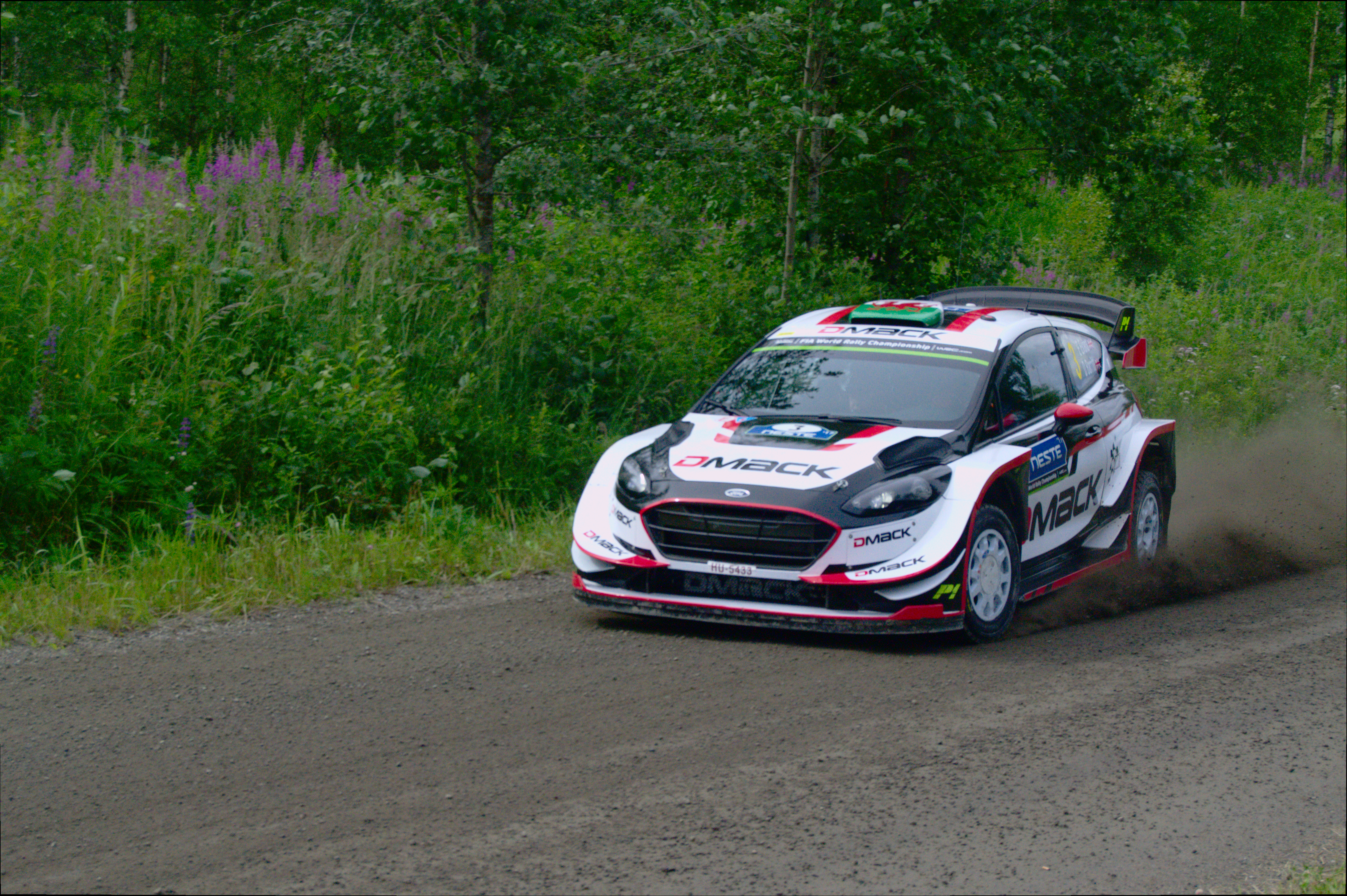
Elfyn Evans e Daniel Barritt, piazzatisi al secondo posto con la Ford Fiesta WRC

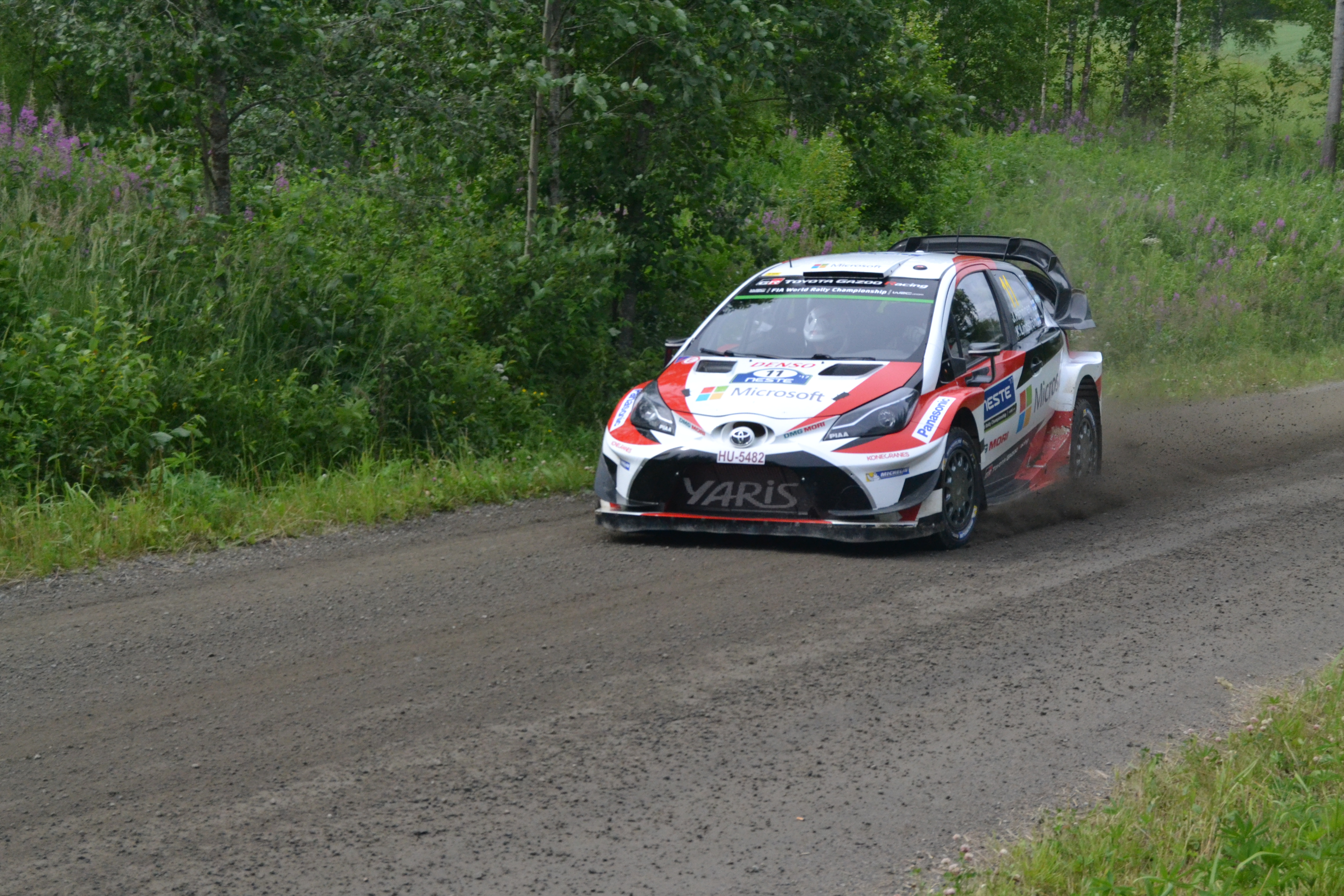
I terzi classificati Juho Hänninen, primo podio in carriera, e Kaj Lindström

I finlandesi Esapekka Lappi e Janne Ferm conquistarono nella gara di casa il loro primo podio nonché la prima vittoria in carriera, ad appena cinque gare dal debutto al volante di una vettura di classe WRC, avvenuto in Portogallo. Il giovane equipaggio di casa centrò il successo nonostante aver rischiato di perdere tutto danneggiando una ruota alla penultima speciale, staccando di 36 secondi la coppia britannica formata dal gallese Elfyn Evans e da Daniel Barritt, al loro secondo podio stagionale dopo quello centrato in Argentina, i quali, quarti in classifica prima della giornata finale, hanno avuto la meglio sull'altra compagine finlandese della Toyota composta da Juho Hänninen e Kaj Lindström, giunta terza al traguardo con soli 3 centesimi di distacco dai portacolori della M-Sport; per Hänninen si trattò del primo podio in carriera a 11 anni dal debutto nella massima serie rallistica. Quarti sono giunti Teemu Suninen e Mikko Markkula (su Fiesta WRC della M-Sport), in lotta sino all'ultimo con Evans e Hänninen ma autori di un errore nella penultima prova che ha pregiudicato la loro presenza sul podio; quinta la coppia della Citroën formata da Craig Breen e Scott Martin sulla C3 WRC, dimostrando ancora una volta la loro consistenza in questa difficile annata per la scuderia francese.
I leader della classifica mondiale sino a questo appuntamento, Sébastien Ogier e Julien Ingrassia, sono incappati in un incidente avvenuto nella PS4 Jukojärvi, uscendo di strada in una curva verso sinistra e impattando lateralmente contro un albero, le cui conseguenze non hanno permesso loro di ripartire il giorno successivo (usufruendo della regola del Rally 2) a causa di una leggera commozione cerebrale accusata da Ingrassia, fermato per precauzione dai medici per 15 giorni. Con il sesto posto raggiunto in gara e i 3 punti ottenuti nella power stage, il belga Thierry Neuville e il suo co-pilota Nicolas Gilsoul conquistarono la vetta della classifica generale, a pari punti con Ogier e Ingrassia, ma in testa in quanto vincitori di tre prove contro le due dei campioni del mondo in carica.

L'estone Ott Tänak, giunto settimo, mantenne la terza posizione generale in quanto il suo principale avversario, Jari-Matti Latvala è stato costretto a fermarsi durante la PS19, la famosa Ouninpohja disputatasi sabato pomeriggio, per dei problemi elettrici accusati dalla sua Yaris WRC; in quel momento Latvala guidava il rally davanti a Lappi e Hänninen ma, ripartito il giorno successivo con il rally 2, terminò la corsa al ventunesimo posto.

## Risultati

### Classifica
| Pos.               | Nº       | Pilota              | Co-pilota            | Auto                  | Squadra                     | Classe           | Tempo     | Distacco | Punti    |     |
| Generale           | Generale | Generale            | Generale             | Generale              | Generale                    | Generale         | Generale  | Generale | Generale |     |
| ------------------ | -------- | ------------------- | -------------------- | --------------------- | --------------------------- | ---------------- | --------- | -------- | -------- | --- |
| 1.                 | 12       | Esapekka Lappi      | Janne Ferm           | Toyota Yaris WRC      | Toyota Gazoo Racing WRT     | WRC              | 2h29'26"9 |          | 25       |     |
| 2.                 | 3        | Elfyn Evans         | Daniel Barritt       | Ford Fiesta WRC       | M-Sport World Rally Team    | WRC              | 2h30'02"9 | +36"0    | 22       |     |
| 3.                 | 11       | Juho Hänninen       | Kaj Lindström        | Toyota Yaris WRC      | Toyota Gazoo Racing WRT     | WRC              | 2h30'03"2 | +36"3    | 16       |     |
| 4.                 | 15       | Teemu Suninen       | Mikko Markkula       | Ford Fiesta WRC       | M-Sport World Rally Team    | WRC              | 2h30'28"4 | +1'01"5  | 12       |     |
| 5.                 | 9        | Craig Breen         | Scott Martin         | Citroën C3 WRC        | Citroën Total Abu Dhabi WRT | WRC              | 2h30'49"5 | +1'22"6  | 10       |     |
| 6.                 | 5        | Thierry Neuville    | Nicolas Gilsoul      | Hyundai i20 Coupe WRC | Hyundai Motorsport          | WRC              | 2h31'00"0 | +1'33"1  | 11       |     |
| 7.                 | 2        | Ott Tänak           | Martin Järveoja      | Ford Fiesta WRC       | M-Sport World Rally Team    | WRC              | 2h31'20"5 | +1'53"6  | 11       |     |
| 8.                 | 7        | Kris Meeke          | Paul Nagle           | Citroën C3 WRC        | Citroën Total Abu Dhabi WRT | WRC              | 2h32'39"5 | +3'12"6  | 4        |     |
| 9.                 | 6        | Dani Sordo          | Marc Martí           | Hyundai i20 Coupe WRC | Hyundai Motorsport          | WRC              | 2h33'38"4 | +4'11"5  | 2        |     |
| 10.                | 14       | Mads Østberg        | Torstein Eriksen     | Ford Fiesta WRC       | M-Sport World Rally Team    | WRC              | 2h33'48"1 | +4'21"2  | 1        |     |
| ...                | ...      | ...                 | ...                  | ...                   | ...                         | ...              | ...       | ...      | ...      | ... |
| 21.                | 10       | Jari-Matti Latvala  | Miikka Anttila       | Toyota Yaris WRC      | Toyota Gazoo Racing WRT     | WRC              | 2h49'42"7 | +20'15"8 | 2        |     |
| WRC-2              |          |                     |                      |                       |                             |                  |           |          |          |     |
| 1. (11.)           | 40       | Jari Huttunen       | Antti Linnaketo      | Škoda Fabia R5        | Printsport                  | RC2 / WRC-2      | 2h39'30"9 |          | 25       |     |
| 2. (14.)           | 36       | Quentin Gilbert     | Renaud Jamoul        | Škoda Fabia R5        | -                           | RC2 / WRC-2      | 2h41'48"7 | +2'17"8  | 18       |     |
| 3. (15.)           | 42       | Tom Cave            | James Morgan         | Hyundai i20 R5        | Adapta AS World Rally Team  | RC2 / WRC-2      | 2h43'13"9 | +3'43"0  | 15       |     |
| 4. (18.)           | 41       | Osian Pryce         | Dale Furniss         | Ford Fiesta R5        | Drive DMACK                 | RC2 / WRC-2      | 2h45'39"6 | +6'08"7  | 12       |     |
| 5. (19.)           | 32       | Simone Tempestini   | Giovanni Bernacchini | Citroën DS3 R5        | Gekon Racing                | RC2 / WRC-2      | 2h47'27"1 | +7'56"2  | 10       |     |
| 6. (22.)           | 44       | Raul Jeets          | Kuldar Sikk          | Škoda Fabia R5        | -                           | RC2 / WRC-2      | 2h51'36"2 | +12'05"3 | 8        |     |
| 7. (31.)           | 33       | Pierre-Louis Loubet | Vincent Landais      | Ford Fiesta R5        | -                           | RC2 / WRC-2      | 3h09'11"4 | +29'40"5 | 6        |     |
| 8. (32.)           | 34       | Fergus Greensmith   | Craig Parry          | Ford Fiesta R5        | -                           | RC2 / WRC-2      | 3h09'30"5 | +29'59"6 | 4        |     |
| 9. (36.)           | 39       | Juuso Nordgren      | Mikael Korhonen      | Škoda Fabia R5        | TGS Worldwide               | RC2 / WRC-2      | 3h31'27"1 | +51'56"2 | 2        |     |
| 10. (37.)          | 43       | Umberto Scandola    | Michele Ferrara      | Škoda Fabia R5        | S.A. Motorsport Italia      | RC2 / WRC-2      | 3h34'00"9 | +54'30"0 | 1        |     |
| WRC-3 / Junior WRC |          |                     |                      |                       |                             |                  |           |          |          |     |
| 1. (24.)           | 62       | Nicolas Ciamin      | Thibault de la Haye  | Ford Fiesta R2T       | -                           | RC4 / WRC-3 JWRC | 2h57'23"4 |          | 36       |     |
| 2. (25.)           | 61       | Nil Solans          | Miquel Ibáñez Sotos  | Ford Fiesta R2T       | -                           | RC4 / WRC-3 JWRC | 3h00'49"9 | +3'26"5  | 23       |     |
| 3. (26.)           | 64       | Denis Rådström      | Johan Johansson      | Ford Fiesta R2T       | -                           | RC4 / WRC-3 JWRC | 3h00'51"2 | +3'27"8  | 19       |     |
| 4. (27.)           | 67       | Julius Tannert      | Jürgen Heigl         | Ford Fiesta R2T       | ADAC Sachsen                | RC4 / WRC-3 JWRC | 3h00'59"4 | +3'36"0  | 13       |     |
| 5. (30.)           | 65       | Dillon Van Way      | Dai Roberts          | Ford Fiesta R2T       | -                           | RC4 / WRC-3 JWRC | 3h08'48"9 | +11'25"5 | 10       |     |
| Rit.               | 63       | Terry Folb          | Christopher Guieu    | Ford Fiesta R2T       | -                           | RC4 / WRC-3 JWRC | -         | -        | 4        |     |
| Rit.               | 69       | Emil Lindholm       | Tomi Tuominen        | Ford Fiesta R2T       | -                           | RC4 / WRC-3 JWRC | -         | -        | 1        |     |

| Principali ritiri | Principali ritiri | Principali ritiri | Principali ritiri  | Principali ritiri     | Principali ritiri        | Principali ritiri | Principali ritiri | Principali ritiri |
| PS                | Nº                | Pilota            | Co-pilota          | Auto                  | Squadra                  | Classe            | Causa             | Pos.              |
| ----------------- | ----------------- | ----------------- | ------------------ | --------------------- | ------------------------ | ----------------- | ----------------- | ----------------- |
| PS 4              | 1                 | Sébastien Ogier   | Julien Ingrassia   | Ford Fiesta WRC       | M-Sport World Rally Team | WRC               | Incidente         | 6º                |
| PS 25             | 4                 | Hayden Paddon     | Sebastian Marshall | Hyundai i20 Coupe WRC | Hyundai Motorsport       | WRC               | Rottura meccanica | 43º               |

Legenda
| Icona | Classe                                                                               |
| ----- | ------------------------------------------------------------------------------------ |
| WRC   | Equipaggio di classe WRC che può conquistare punti per il campionato costruttori     |
| WRC   | Equipaggio di classe WRC che non può conquistare punti per il campionato costruttori |
| WRC-T | Equipaggio di classe WRC (ante 2017) registrato al campionato WRC Trophy             |
| WRC-2 | Equipaggio registrato al campionato WRC-2                                            |
| WRC-3 | Equipaggio registrato al campionato WRC-3                                            |
| JWRC  | Equipaggio registrato al campionato Junior WRC                                       |
|       | Ulteriori classificazioni                                                            |

### Prove speciali
| Frazione            | Prova | Ora   | Nome                    | Lunghezza | Vincitori                         | Tempo   | Leader del rally                  |
| ------------------- | ----- | ----- | ----------------------- | --------- | --------------------------------- | ------- | --------------------------------- |
| Frazione 1 (27 Lug) | PS1   | 19:00 | Harju 1                 | 2,31 km   | Ott Tänak Martin Järveoja         | 1'44"1  | Ott Tänak Martin Järveoja         |
| Frazione 2 (28 Lug) | PS2   | 07:12 | Halinen 1               | 7,65 km   | Teemu Suninen Mikko Markkula      | 3'39"7  | Ott Tänak Martin Järveoja         |
| Frazione 2 (28 Lug) | PS3   | 07:45 | Urria 1                 | 12,75 km  | Jari-Matti Latvala Miikka Anttila | 5'56"4  | Ott Tänak Martin Järveoja         |
| Frazione 2 (28 Lug) | PS4   | 08:48 | Jukojärvi 1             | 21,31 km  | Esapekka Lappi Janne Ferm         | 10'06"3 | Jari-Matti Latvala Miikka Anttila |
| Frazione 2 (28 Lug) | PS5   | 10:06 | Halinen 2               | 7,65 km   | Esapekka Lappi Janne Ferm         | 3'36"5  | Jari-Matti Latvala Miikka Anttila |
| Frazione 2 (28 Lug) | PS6   | 10:39 | Urria 2                 | 12,75 km  | Esapekka Lappi Janne Ferm         | 5'49"7  | Jari-Matti Latvala Miikka Anttila |
| Frazione 2 (28 Lug) | PS7   | 11:42 | Jukojärvi 2             | 21,31 km  | Esapekka Lappi Janne Ferm         | 9'57"2  | Jari-Matti Latvala Miikka Anttila |
| Frazione 2 (28 Lug) | PS8   | 15:00 | Äänekoski-Valtra 1      | 7,39 km   | Teemu Suninen Mikko Markkula      | 3'27"4  | Jari-Matti Latvala Miikka Anttila |
| Frazione 2 (28 Lug) | PS9   | 16:13 | Laukaa 1                | 11,76 km  | Esapekka Lappi Janne Ferm         | 5'51"0  | Jari-Matti Latvala Miikka Anttila |
| Frazione 2 (28 Lug) | PS10  | 17:11 | Lankamaa                | 21,68 km  | Esapekka Lappi Janne Ferm         | 10'21"4 | Esapekka Lappi Janne Ferm         |
| Frazione 2 (28 Lug) | PS11  | 18:09 | Äänekoski-Valtra 2      | 7,39 km   | Esapekka Lappi Janne Ferm         | 3'23"4  | Esapekka Lappi Janne Ferm         |
| Frazione 2 (28 Lug) | PS12  | 19:22 | Laukaa 2                | 11,76 km  | Esapekka Lappi Janne Ferm         | 5'44"9  | Esapekka Lappi Janne Ferm         |
| Frazione 2 (28 Lug) | PS13  | 20:30 | Harju 2                 | 2,31 km   | Thierry Neuville Nicolas Gilsoul  | 1'46"9  | Esapekka Lappi Janne Ferm         |
| Frazione 3 (29 Lug) | PS14  | 08:58 | Pihlajakoski 1          | 14,90 km  | Jari-Matti Latvala Miikka Anttila | 6'53"9  | Esapekka Lappi Janne Ferm         |
| Frazione 3 (29 Lug) | PS15  | 10:06 | Päijälä 1               | 22,68 km  | Jari-Matti Latvala Miikka Anttila | 10'55"5 | Jari-Matti Latvala Miikka Anttila |
| Frazione 3 (29 Lug) | PS16  | 10:49 | Ouninpohja 1            | 24,38 km  | Jari-Matti Latvala Miikka Anttila | 10'56"9 | Jari-Matti Latvala Miikka Anttila |
| Frazione 3 (29 Lug) | PS17  | 12:02 | Saalahti 1              | 4,21 km   | Jari-Matti Latvala Miikka Anttila | 1'58"4  | Jari-Matti Latvala Miikka Anttila |
| Frazione 3 (29 Lug) | PS18  | 14:55 | Saalahti 2              | 4,21 km   | Jari-Matti Latvala Miikka Anttila | 1'56"4  | Jari-Matti Latvala Miikka Anttila |
| Frazione 3 (29 Lug) | PS19  | 16:08 | Ouninpohja 2            | 24,38 km  | Esapekka Lappi Janne Ferm         | 10'49"8 | Esapekka Lappi Janne Ferm         |
| Frazione 3 (29 Lug) | PS20  | 17:16 | Pihlajakoski 2          | 14,90 km  | Teemu Suninen Mikko Markkula      | 6'49"0  | Esapekka Lappi Janne Ferm         |
| Frazione 3 (29 Lug) | PS21  | 18:24 | Päijälä 2               | 22,68 km  | Elfyn Evans Daniel Barritt        | 10'42"3 | Esapekka Lappi Janne Ferm         |
| Frazione 4 (30 Lug) | PS22  | 09:25 | Lempää 1                | 6,80 km   | Jari-Matti Latvala Miikka Anttila | 3'08"4  | Esapekka Lappi Janne Ferm         |
| Frazione 4 (30 Lug) | PS23  | 10:08 | Oittila 1               | 10,12 km  | Jari-Matti Latvala Miikka Anttila | 4'52"1  | Esapekka Lappi Janne Ferm         |
| Frazione 4 (30 Lug) | PS24  | 11:47 | Lempää 2                | 6,80 km   | Juho Hänninen Kaj Lindström       | 3'08"3  | Esapekka Lappi Janne Ferm         |
| Frazione 4 (30 Lug) | PS25  | 13:18 | Oittila 2 (power stage) | 10,12 km  | Ott Tänak Martin Järveoja         | 4'48"6  | Esapekka Lappi Janne Ferm         |

### Power stage
PS25: Oittila 2 di 10,12 km, disputatasi domenica 30 luglio 2017 alle ore 13:18 (UTC+3).
| Pos. | No. | Pilota             | Co-pilota       | Auto                  | Classe | Tempo  | Distacco | Punti |
| ---- | --- | ------------------ | --------------- | --------------------- | ------ | ------ | -------- | ----- |
| 1    | 2   | Ott Tänak          | Martin Järveoja | Ford Fiesta WRC       | WRC    | 4'48"6 |          | 5     |
| 2    | 3   | Elfyn Evans        | Daniel Barritt  | Ford Fiesta WRC       | WRC    | 4'50"1 | +1"5     | 4     |
| 3    | 5   | Thierry Neuville   | Nicolas Gilsoul | Hyundai i20 Coupe WRC | WRC    | 4'50"6 | +2"0     | 3     |
| 4    | 10  | Jari-Matti Latvala | Miikka Anttila  | Toyota Yaris WRC      | WRC    | 4'50"9 | +2"3     | 2     |
| 5    | 11  | Juho Hänninen      | Kaj Lindström   | Toyota Yaris WRC      | WRC    | 4'51"3 | +2"7     | 1     |

## Classifiche mondiali
Classifica piloti
| Pos. | Pos. | Pilota             | Punti |
| ---- | ---- | ------------------ | ----- |
| 1    | 1    | Thierry Neuville   | 160   |
| 2    | 1    | Sébastien Ogier    | 160   |
| 3    |      | Ott Tänak          | 119   |
| 4    |      | Jari-Matti Latvala | 114   |
| 5    |      | Dani Sordo         | 84    |
| 6    |      | Elfyn Evans        | 79    |
| 7    | 1    | Craig Breen        | 53    |
| 8    | 1    | Hayden Paddon      | 51    |
| 9    |      | Juho Hänninen      | 46    |
| 10   | 3    | Esapekka Lappi     | 45    |
| 11   | 1    | Kris Meeke         | 31    |
| 12   | 3    | Teemu Suninen      | 25    |
| 13   | 2    | Stéphane Lefebvre  | 22    |
| 14   | 2    | Andreas Mikkelsen  | 21    |
| 15   | 1    | Mads Østberg       | 19    |
| 16   |      | Jan Kopecký        | 5     |
| 17   |      | Pontus Tidemand    | 4     |
| 18   |      | Eric Camilli       | 2     |
| 19   |      | Stéphane Sarrazin  | 2     |
| 20   |      | Yohan Rossel       | 1     |
| 21   |      | Bryan Bouffier     | 1     |

Classifica co-piloti
| Pos. | Pos. | Co-pilota              | Punti |
| ---- | ---- | ---------------------- | ----- |
| 1    | 1    | Nicolas Gilsoul        | 160   |
| 2    | 1    | Julien Ingrassia       | 160   |
| 3    |      | Martin Järveoja        | 119   |
| 4    |      | Miikka Anttila         | 114   |
| 5    |      | Marc Martí             | 84    |
| 6    |      | Daniel Barritt         | 79    |
| 7    |      | Scott Martin           | 53    |
| 8    | 1    | Kaj Lindström          | 46    |
| 9    | 4    | Janne Ferm             | 45    |
| 10   | 2    | John Kennard           | 33    |
| 11   | 1    | Paul Nagle             | 31    |
| 12   | 4    | Mikko Markkula         | 25    |
| 13   | 2    | Gabin Moreau           | 22    |
| 14   | 2    | Anders Jæger           | 21    |
| 15   | 1    | Sebastian Marshall     | 18    |
| 16   | 1    | Ola Fløene             | 18    |
| 17   |      | Pavel Dresler          | 5     |
| 18   |      | Jonas Andersson        | 4     |
| 19   |      | Benjamin Veillas       | 2     |
| 20   |      | Jacques Julien Renucci | 2     |
| 21   |      | Benoît Fulcrand        | 1     |
| 22   |      | Denis Giraudet         | 1     |
| 22   | N    | Torstein Eriksen       | 1     |

Classifica costruttori WRC
| Pos. | Pos. | Squadra                     | Punti |
| ---- | ---- | --------------------------- | ----- |
| 1    |      | M-Sport World Rally Team    | 285   |
| 2    |      | Toyota Gazoo Racing WRC     | 251   |
| 3    |      | Hyundai Motorsport          | 193   |
| 4    |      | Citroën Total Abu Dhabi WRT | 135   |